# Tigré (langue)
Pour les articles homonymes, voir Tigré.
Le tigré (autonyme : ትግረ, tigre ou ትግሬ, tigrē) est une langue éthiosémitique parlée en Érythrée et au Soudan.
Cette langue est assez proche du tigrigna, langue parlée en Érythrée et en Éthiopie, de sortes qu'il peut y avoir inter-compréhension entre les deux langues. Souvent, les locuteurs du tigré sont bilingues tigré/tigrigna. Cependant, le tigré a diverses variantes dialectales entre l'Érythrée et le Soudan.